# Pindara prisca
Pindara prisca là một loài bướm đêm thuộc họ Noctuidae. Nó được tìm thấy ở Vanuatu và Nouvelle-Calédonie tới miền nam Quần đảo Cook.
Sải cánh dài 23–31 mm.
Ấu trùng ăn các loài Decaspermum.